# Oliver Mlakar
Oliver Mlakar (Ptuj, 1. srpnja 1935.) je hrvatski TV-voditelj, spiker koji je 30 godina čitao vijesti te vodio najpopularnije kvizove, festivale i zabavne emisije. U Hrvatskoj je postao ikona za televizijsko voditeljstvo svojom jedinstvenošću, osobito svojim iskustvom i glasom. 

## Životopis
Rođen u Ptuju, od 1945. do 1953. je živio u Osijeku, 1954. došao u Zagreb, upisao studij francuskog i talijanskog jezika. Glumio je i u jednoj predstavi u kazalištu Gavelli koju je režirao Božidar Violić. Bilo je to amatersko kazalište «Zvonko Svjetličić» koje je bilo osnovano pri – Zagrebačkom vodovodu. Kad se pojavila audicija za spikere, prijavio se, prošao i postao spiker na Radio Zagrebu.
- 1957. postao spiker na Radiju Zagreb
- 1961. otišao na odsluženje vojnog roka
- 1963. počeo raditi na Televiziji Zagreb
- 1965. postao voditelj Poziva na kviz s Jasminom Nikić, režija Anton Marti
- U kvizu Zlatnom pogotku Oliver Mlakar i Mića Orlović postaju najpopularniji voditeljski par kvizova. Svaki tjedan kviz se naizmjenično emitirao iz Zagreba, odnosno Beograda.[2]
- 1970-ih i 1980-ih voditelj Malih tajni velikih majstora kuhinje sa Stevom Karapandžom
- 1984. – 1995. voditelj Kviskoteke, najpopularnijeg kviza HRT-a svih vremena (prve četiri sezone kviz je vodio Ivan Hetrich)[3]
- 1990. s Helgom Vlahović voditelj Eurovizije 1990. u Zagrebu
- 1993. – 2002. voditelj Kola sreće
- 1994., 1995., 1997. i 2005. bio je voditelj diskografske nagrade "Porin"
- 1999. voditelj emisije Kruške i jabuke
- 2002. otišao u mirovinu
- 2006. – 2007. voditelj povratničke sezone Kviskoteke na Novoj TV
- 2009. igrao u seriji Sve će biti dobro
- 2016. voditelj televizijskog specijala "Dan HRT-a" sa Barbarom Kolar

I nakon umirovljenja je tražena osoba među televizijskim kućama i festivalima. Živi u Samoboru.
Odlikovan je Redom Danice hrvatske s likom Antuna Radića (1995.).